# Népiskolai Ismerettár
A Népiskolai Ismerettár Fuchs János 19. századi enciklopédikus jellemű magyar könyvsorozata volt, amely Lauffer Vilmos kiadásában jelent meg Budapesten 1876–1877-ben. Kötetei a következők voltak:
- 1. A magyar korona tartományainak, az osztrák örökös tartományok, Európa s a többi földrészeknek földrajzi áttekintése s az általános földrajz legszükségesebb elemei dióhéjban. 20. kiad. (40 l.) 1877
- 2. A magyarok történetének fővonalai dióhéjban. 15. kiad. (31 l.) 1877
- 3. Természetrajz elemei. 20 ábrával. 2. kiad. (32 l.) 1877
- 4. A természettan elemei. 20 ábrával. 2. kiad. (32 l.) 1877
- 5. Az egyszerű könyvvitel alapvonalai ismétlőiskolák és ipartanodák, valamint magánhasználatra is. (52 l.) 1876
- 6. A polgári jogok és kötelességek, vagy: rövid alkotmánytan. Népiskolák használatára. (32 l.) 1877